# Shin-Etsu Chemical
Shin-Etsu Chemical Co., Ltd. (信越化学工業株式会社 Shin'etsu Kagaku Kōgyō Kabushiki kaisha, TYO: 4063) er Japans største kemikalievirksomhed og rangeret som nr. 9 i den kemiske sektor på Forbes Global 2000s globale liste. Shin-Etsu har verdens største markedsandel indenfor polyvinylchlorid, halvleder-silikone og fotomaske-substrater.
“Shin-Etsu” navnet stammer fra Shin'etsu-regionen, hvor virksomheden etablerede sin første kemikaliefabrik som Shin-Etsu Kvælstofgødning i 1926, til trods for dette har koncernen i dag hovedsæde i Tokyo og fremstillingsfaciliteter i 14 lande i hele verden.

## Segmenter
Shin-Etsu-koncernen er opdelt i tre separate segmentet:
Organisk og ikke organiske kemikalier
Primære produkter: polyvinylchlorid (PVC), silikone, metanol, metylklorid, cellulosederivater, povals, kaustisk soda og silikone metaller.
Materialer til elektronik
Primære produkter: halvledersilikone, organiske materialer, sjældnejordartsmagneter til elektronikindustrien og fotoresistente produkter.
Funktionelle materialer
Primære produkter: Syntetisk kvarts, sjældne jordarter og sjældne jordmagneter.